# Sheryl Underwood
Sheryl Underwood (Little Rock, 28 de outubro de 1963) é uma atriz e comediante norte-americana. Ela alcançou a fama sendo a primeira finalista feminina na competição de comédia Miller Lite Comedy Search. 

## Biografia
Underwood nasceu em Little Rock, Arkansas. Depois de se formar na faculdade, ela serviu nas Forças Armadas dos Estados Unidos.

## Filmografia
| Ano           | Filmes/Séries                                |
| ------------- | -------------------------------------------- |
| 1992          | Def Comedy Jam                               |
| 1993          | Soul Train Comedy Awards                     |
| 1997          | Make Me Laugh                                |
| 1998          | Bulworth                                     |
| 1998          | I Got the Hook Up                            |
| 2000          | Oh Drama!                                    |
| 2001          | Nikki                                        |
| 2002          | Holla                                        |
| 2002          | Tough Crowd with Colin Quinn                 |
| 2004          | BET Comedy Awards                            |
| 2005          | Beauty Shop                                  |
| 2005          | The 2nd Annual BET Comedy Awards             |
| 2005          | Weekends at the DL                           |
| 2005          | Made You Look: Top 25 Moments of BET History |
| 2005          | Getting Played                               |
| 2007          | Baisden After Dark                           |
| 2011          | Comics Unleashed                             |
| 2011-presente | The Talk                                     |
| 2012-2013     | The Young and the Restless                   |
| 2016          | The Bold and the Beautiful                   |
| 2016          | Supergirl                                    |
| 2016          | The Odd Couple                               |